# Allium boissieri
Allium boissieri är en amaryllisväxtart som beskrevs av Eduard August von Regel. Allium boissieri ingår i släktet lökar, och familjen amaryllisväxter. Inga underarter finns listade i Catalogue of Life.